# Tuffi ai campionati mondiali di nuoto 2015 - Trampolino 3 metri maschile
La competizione di tuffi dal trampolino 3 metri maschile dei campionati mondiali di nuoto 2015 si è disputata il 30 e il 31 luglio 2015 nell'Aquatics Palace a Kazan'. La gara si è svolta in tre fasi: la mattina del 30 luglio si è disputato il turno eliminatorio cui hanno partecipato 61 atleti. Nel pomeriggio i migliori diciotto hanno gareggiato nella semifinale. I migliori 12 atleti della semifinale, hanno disputato la finale il 31 luglio

## Medaglie
| Posizione | Atleta         | Nazionalità   |
| --------- | -------------- | ------------- |
| Oro       | He Chao        | Cina          |
| Argento   | Il'ja Zacharov | Russia        |
| Bronzo    | Jack Laugher   | Gran Bretagna |

## Risultati
I finalisti sono segnalati in verde
 I semifinalisti sono segnalati in viola
| Posizione | Atleta                | Nazionalità     | Qualificazioni | Qualificazioni | Semifinali | Semifinali | Finale | Finale    |
| Posizione | Atleta                | Nazionalità     | Punti          | Posizione      | Punti      | Posizione  | Punti  | Posizione |
| --------- | --------------------- | --------------- | -------------- | -------------- | ---------- | ---------- | ------ | --------- |
| 1         | He Chao               | Cina            | 515.30         | 2              | 527.95     | 2          | 555.05 | 1         |
| 2         | Il'ja Zacharov        | Russia          | 474.00         | 4              | 524.30     | 3          | 547.60 | 2         |
| 3         | Jack Laugher          | Gran Bretagna   | 450.80         | 7              | 490.90     | 5          | 528.90 | 3         |
| 4         | Cao Yuan              | Cina            | 517.40         | 1              | 540.80     | 1          | 523.95 | 4         |
| 5         | Evgenij Kuznecov      | Russia          | 470.15         | 5              | 499.80     | 4          | 516.90 | 5         |
| 6         | Rommel Pacheco        | Messico         | 430.10         | 11             | 483.15     | 7          | 508.15 | 6         |
| 7         | Woo Ha-ram            | Corea del Sud   | 423.80         | 13             | 450.90     | 12         | 491.50 | 7         |
| 8         | Illja Kvaša           | Ucraina         | 492.85         | 3              | 470.10     | 9          | 469.75 | 8         |
| 9         | Ken Terauchi          | Giappone        | 440.25         | 9              | 463.25     | 10         | 468.15 | 9         |
| 10        | Matthieu Rosset       | Francia         | 423.85         | 12             | 488.25     | 6          | 460.55 | 10        |
| 11        | James Connor          | Australia       | 431.85         | 10             | 457.10     | 11         | 422.35 | 11        |
| 12        | Patrick Hausding      | Germania        | 468.25         | 6              | 472.80     | 8          | 67.50  | 12        |
| 13        | Michael Hixon         | Stati Uniti     | 421.70         | 14             | 441.10     | 13         |        |           |
| 14        | César Castro          | Brasile         | 419.30         | 17             | 430.30     | 14         |        |           |
| 15        | Chris Mears           | Gran Bretagna   | 419.20         | 18             | 422.50     | 15         |        |           |
| 16        | Grant Nel             | Australia       | 450.30         | 8              | 412.45     | 16         |        |           |
| 17        | Constantin Blaha      | Austria         | 421.65         | 15             | 407.20     | 17         |        |           |
| 18        | Philippe Gagné        | Canada          | 421.45         | 16             | 381.00     | 18         |        |           |
| 19        | Stephan Feck          | Germania        | 418.30         | 19             |            |            |        |           |
| 20        | Kim Yeong-nam         | Corea del Sud   | 416.85         | 20             |            |            |        |           |
| 21        | Liam Stone            | Nuova Zelanda   | 413.10         | 21             |            |            |        |           |
| 22        | Shō Sakai             | Giappone        | 411.10         | 22             |            |            |        |           |
| 23        | Ian Matos             | Brasile         | 403.85         | 23             |            |            |        |           |
| 24        | Ahmad Amsyar Azman    | Malaysia        | 401.25         | 24             |            |            |        |           |
| 25        | Guillaume Dutoit      | Svizzera        | 399.45         | 25             |            |            |        |           |
| 26        | Oleh Kolodij          | Ucraina         | 392.85         | 26             |            |            |        |           |
| 27        | Ooi Tze Liang         | Malaysia        | 391.35         | 27             |            |            |        |           |
| 28        | Jouni Kallunki        | Finlandia       | 391.20         | 28             |            |            |        |           |
| 29        | Yahel Castillo        | Messico         | 390.35         | 29             |            |            |        |           |
| 30        | Tommaso Rinaldi       | Italia          | 382.10         | 30             |            |            |        |           |
| 31        | Darian Schmidt        | Stati Uniti     | 380.95         | 31             |            |            |        |           |
| 32        | François Imbeau-Dulac | Canada          | 377.20         | 32             |            |            |        |           |
| 33        | Chola Chanturia       | Georgia         | 371.30         | 33             |            |            |        |           |
| 34        | Sebastián Morales     | Colombia        | 364.75         | 34             |            |            |        |           |
| 35        | Michele Benedetti     | Italia          | 364.00         | 35             |            |            |        |           |
| 36        | Andrzej Rzeszutek     | Polonia         | 359.70         | 36             |            |            |        |           |
| 37        | Yona Knight-Wisdom    | Giamaica        | 356.30         | 37             |            |            |        |           |
| 38        | Jesper Tolvers        | Svezia          | 356.10         | 38             |            |            |        |           |
| 39        | Donato Neglia         | Cile            | 354.65         | 39             |            |            |        |           |
| 40        | Diego Carquin         | Cile            | 347.70         | 40             |            |            |        |           |
| 41        | Jaŭhen Karalëŭ        | Bielorussia     | 341.10         | 41             |            |            |        |           |
| 42        | Stefanos Paparounas   | Grecia          | 340.90         | 42             |            |            |        |           |
| 43        | Nicolás García        | Spagna          | 328.55         | 43             |            |            |        |           |
| 44        | Miguel Reyes          | Colombia        | 326.10         | 44             |            |            |        |           |
| 45        | Alfredo Colmenarez    | Venezuela       | 324.70         | 45             |            |            |        |           |
| 46        | Espen Bergslien       | Norvegia        | 321.05         | 46             |            |            |        |           |
| 47        | Mohab El-Kordy        | Egitto          | 320.25         | 47             |            |            |        |           |
| 48        | Abdulrahman Abbas     | Kuwait          | 320.05         | 48             |            |            |        |           |
| 49        | Frandiel Gómez        | Rep. Dominicana | 318.60         | 49             |            |            |        |           |
| 50        | Adityo Putra          | Indonesia       | 316.70         | 50             |            |            |        |           |
| 51        | Kacper Lesiak         | Polonia         | 314.55         | 51             |            |            |        |           |
| 52        | Emadeldin Abdellatif  | Egitto          | 313.50         | 52             |            |            |        |           |
| 53        | Arturo Valdes         | Cuba            | 290.95         | 53             |            |            |        |           |
| 54        | Botond Bóta           | Ungheria        | 282.05         | 54             |            |            |        |           |
| 55        | Robert Páez           | Venezuela       | 276.35         | 55             |            |            |        |           |
| 56        | Héctor García         | Spagna          | 274.10         | 56             |            |            |        |           |
| 57        | Doston Botirov        | Uzbekistan      | 272.80         | 57             |            |            |        |           |
| 58        | Ian-Soren Cabioch     | Monaco          | 261.35         | 58             |            |            |        |           |
| 59        | Aleksandre Gujabidze  | Georgia         | 249.80         | 59             |            |            |        |           |
| 60        | Hasan Qali            | Kuwait          | 237.75         | 60             |            |            |        |           |
| 61        | Tri Anggoro Priambodo | Indonesia       | 219.90         | 61             |            |            |        |           |